# Sopó

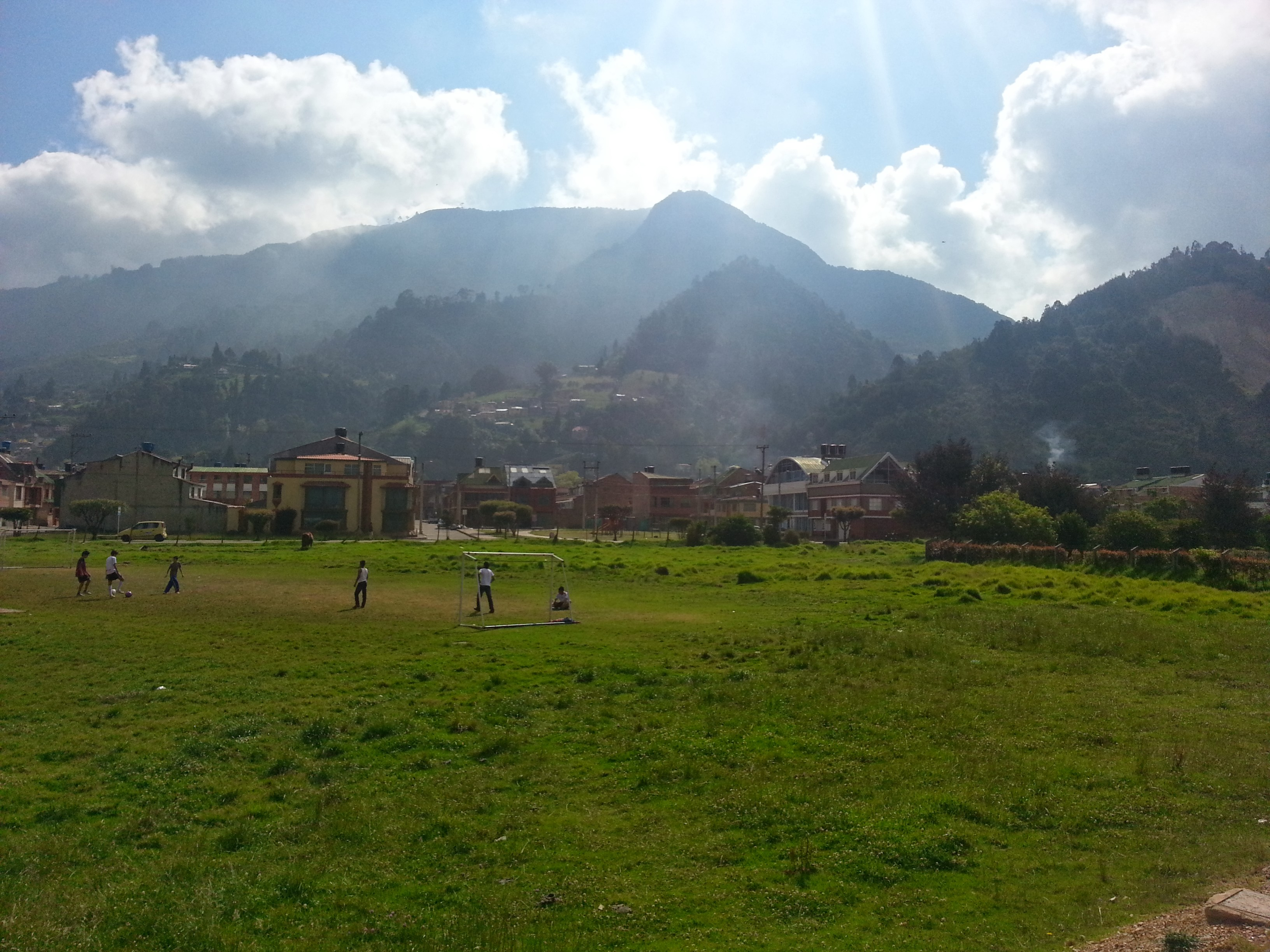
Colle Pionono.

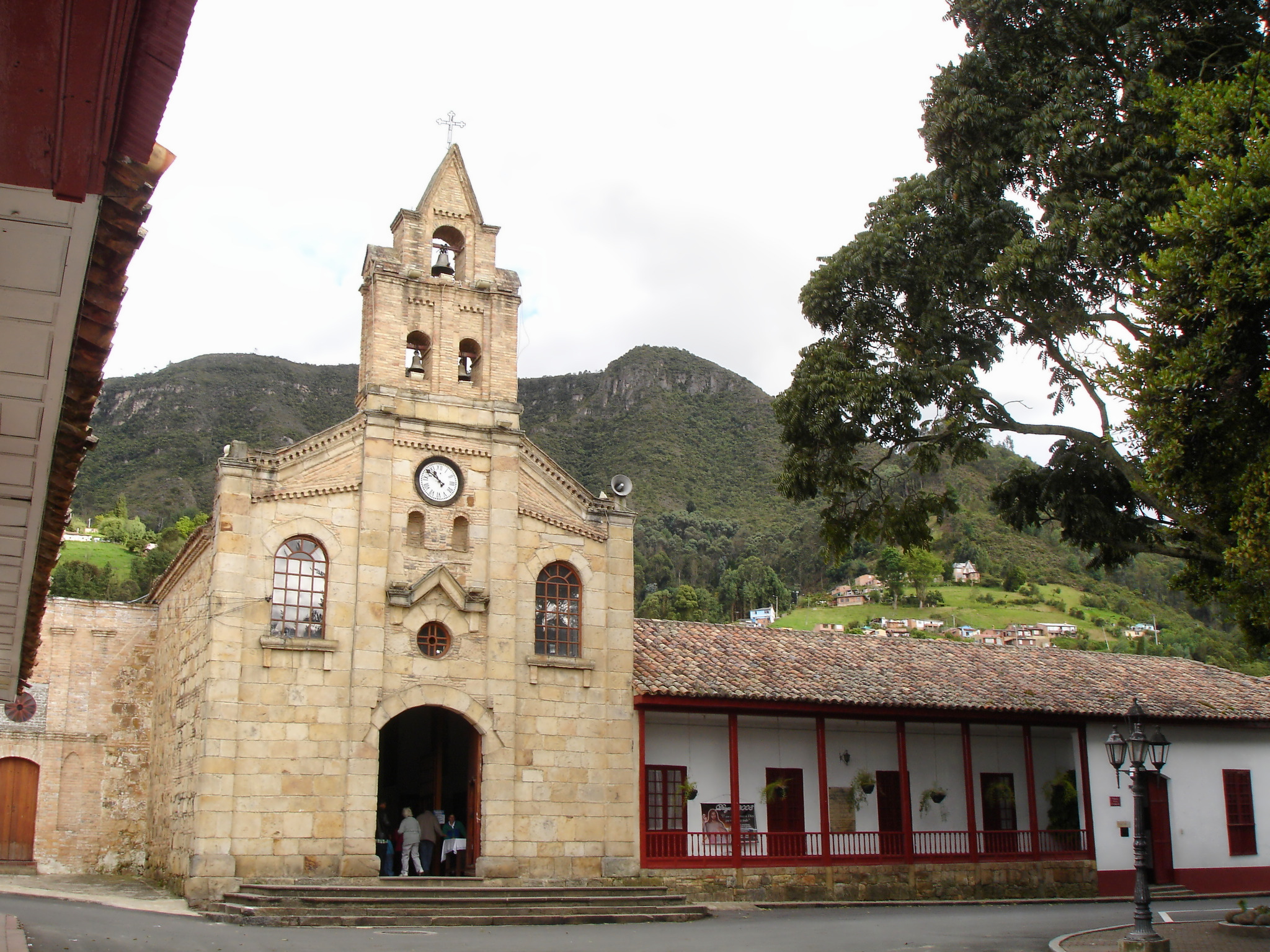
Chiesa e Casa della Cultura, Sopo.

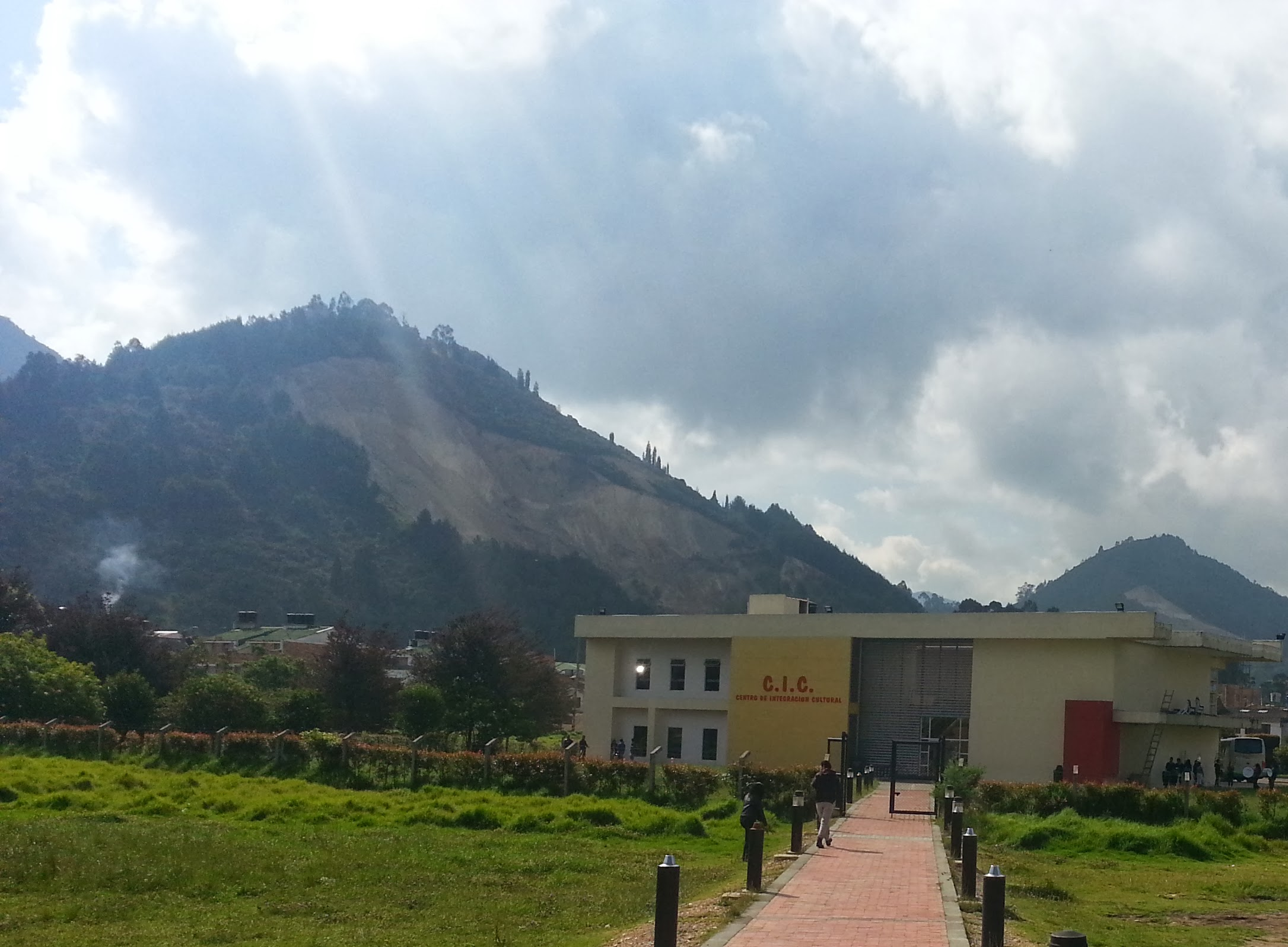
Centro de Integracion Cultural.

Sopó è un comune della Colombia facente parte del dipartimento di Cundinamarca, situato 39 chilometri a nord della capitale Bogotà, facente parte della provincia Sabana Centro, cui capitale è la vicina città di Zipaquira.
Il centro abitato venne fondato da Francisco Chacón nel 1653. Sopò in lingua muisca vuol dire Pietra o Colle Forte.

## Luoghi d'interesse
Parco ecologico "Pionono": il colle Pionono presenta altezze dai 2800 metri sul livello del mare fino al picco Cerro de las Aguilas ("colle delle aquile" in spagnolo) a 3250 m s.l.m. Per le sue caratteristiche geomorfologiche costituisce un'enorme riserva di acquiferi e habitat ideale per molte specie animali e vegetali.
Il parco è anche frequentato da amanti dello sport estremo provenienti dai dintorni, specie dalla vicina Bogotà. Vi si trovano club per praticare parapendio, downhill, mountain bike, motocross, paintball e altri sport.

## Cultura
L'amministrazione locale da sempre si è molto interessata per portare eventi e formazione culturale nel comune. Attualmente si segnala la presenza del CIC (Centro de Integracion Cultural) che conta oltre 2000 iscritti di tutte le età, dove si insegna musica accademica, tradizionale colombiana, danza, pittura e teatro. Regolarmente si tengono concerti, saggi e mostre per integrare la comunità con vari processi formativi.
Nonostante le modeste dimensioni, il paese ha una banda sinfonica vincitrice di premi a livello nazionale e internazionale, un'orchestra sinfonica e un'orchestra da camera già partecipanti a svariati festival e rassegne musicali in Colombia e all'estero.